# 滁州市 (县级市)
滁州市，中国旧地名，曾是安徽省县级市。
1982年11月15日，国务院以《国务院关于同意安徽省设立滁州市、巢湖市给安徽省人民政府的批复》（(82)国函字257号）批准撤销滁县，设立县级滁州市，以原滁县的行政区域作为滁州市行政区域，由滁县地区管辖，并作为滁县地区专员公署驻地。
1992年12月20日，国务院以国函〔1992〕201号批准撤销滁县地区、县级滁州市，设立地级滁州市，同时设立滁州市琅琊区、南谯区管辖原县级滁州市的行政区域。